# Un jour mon prince
Pour plus de détails, voir Fiche technique et Distribution.
Un jour mon prince est une comédie franco-québécoise réalisée par Flavia Coste, sortie en 2017.

## Synopsis
Il y a presque cent ans que la princesse est plongée dans un profond sommeil. Or jusqu’ici, aucun prince n’a réussi à la réveiller d’un baiser. Et le temps presse : si aucun candidat sérieux ne se présente, le royaume des fées risque de disparaître à jamais. La Reine Titiana (Catherine Jacob) envoie donc deux fées à Paris, Blondine (Sarah-Jeanne Labrosse) et Mélusine (Mylène St-Sauveur), avec une mission bien spéciale : trouver l’homme idéal. Mais nos deux fées, propulsées au XXIe siècle, vont vite se rendre compte que la tâche est plus compliquée qu’elle n’y paraît…

## Fiche technique
- Titre : Un jour mon prince
- Réalisation : Flavia Coste
- Scénario : Flavia Coste et Gabor Rassov
- Musique : Jorane et Eloi
- Montage : Guillaume Bauer
- Photographie : Philippe Lavalette
- Décors : Laurence Brenguier
- Costumes : Jackye Fauconnier
- Producteur : Antoine de Clermont-Tonnerre et Christian Larouche
  - Coproducteur : Eric Heumann et Maurice Kantor
- Production : Mact Productions, Christal Films, Paradis Films et France 3 Cinéma
- Distribution : Paradis Films
- Pays d'origine :  France et  Canada
- Durée : 82 minutes
- Genre : comédie
- Dates de sortie :
  -  France : 11 janvier 2017
  - Québec : 4 mai 2018

## Distribution
- Sarah-Jeanne Labrosse : Blondine
- Mylène St-Sauveur : Mélusine
- Lilas-Rose Gilberti : Aurore
- Pierre-François Martin-Laval : Le Corbeau
- Catherine Jacob : La Reine Titiana
- Jean-Luc Couchard : Puck
- Hugo Becker : Guillaume
- Flavia Coste : Pauline
- Margaux van den Plas : La Belle
- Catherine Artigala : Mme Desrivière
- Franck Beckmann : l'invité du JT
- Alice Carel : la belle-mère d'Aurore
- Thomas Coumans : Jack
- Vanessa Dolmen : Nigea
- Gabor Rassov : la timide du casting
- Christophe Sermet : Bernard Kléber